# Hermann Ochsner
Hermann Robert Wilhelm Ochsner (* 23. Juli 1892 in Regensburg; † 11. Oktober 1951 in Planegg) war ein deutscher Generalleutnant, Giftgasexperte und General der Nebeltruppe im Zweiten Weltkrieg.

## Leben
Ochsner trat 1911 in die Bayerische Armee ein, diente im 5. Feldartillerie-Regiment „König Alfons XIII. von Spanien“ und war am Ende des Ersten Weltkrieges Oberleutnant.
Ausgezeichnet mit dem Militärverdienstorden 4. Klasse mit Schwertern sowie beiden Klassen des Eisernen Kreuzes wurde Ochsner nach Kriegsende in die Reichswehr übernommen.
1939 schrieb er: „Kampfstoffe müssen in großen Massen und vor ihrem ersten Auftreten an in ununterbrochen sich steigernder Menge eingesetzt werden, um die feindlichen Sanitätseinrichtungen mit einer wahren Flut Gaskranker und Kampfstoffverletzter lawinenartig zu überschwemmen und zu verstopfen“. Im Vorfeld des Zweiten Weltkrieges wurde er als Befürworter des Giftgaseinsatzes mit dem Aufbau der deutschen Nebeltruppe beauftragt und Stabschef der Inspektion der Nebeltruppen und Gasabwehr  beim Oberkommando des Heeres. Von 1940 bis Kriegsende war er General der Nebeltruppe. Sein jüngerer Halbbruder war Generalleutnant Wilhelm Ochsner.